# Shihezi
Shihezi is na Ürümqi de tweede stad van de Chinese autonome regio Xinjiang met 582.000 inwoners. Het is circa 200 kilometer ten westen van de hoofdstad gelegen.